# Jahangir bey Novruzov
Jahangir bey Novruzov — Novruzov Jahangir bey Berker Yusif bey oglu (1894, Bakú, provincia de Bakú, Imperio ruso – 17 de julio de 1958, Turquía) fue un militar azerbaiyano, que llegó al rango de general de división .

## Vida
Jahangir bey Novruzov nació en 1894, en Bakú, en una familia de militares. En abril de 1920, luchó contra el ejército ruso invasor al frente del regimiento de caballería, con el rango de capitán. Tras la ocupación rusa dejó Azerbaiyán y cruzó a Irán. Después de permanecer allí por un corto tiempo, fue a Erzurum con el regimiento de caballería y se unió al ejército de Kazim Karabekir Pasha. En 1921, demostró gran heroísmo en la batalla de Berna levantada por dashnaks cerca de Banliahmad. 
El comando turco le dio el título de Berker, (un hombre sólido, valiente y guerrero), por su heroísmo en los combates. Más tarde, luchó con éxito en las campañas militares Sheikh Said y Agri, y en 1928 ingresó en la Escuela Militar con el fin de mejorar el nivel de su educación. 
Después de graduarse en la escuela de Artillería en 1929, pasó a ostentar el rango de coronel. Cuando era comandante del regimiento de artillería en Kutahya le fue otorgado el título honorífico de general de división por sus logros en el campo del servicio militar el 30 de agosto de 1948. Trabajó como comandante del distrito fortificado de Izmir, se retiró por jubilación en 1953. Vivió hasta el final de su vida en una casa sencilla y sin lujos que construyó en Boronova. 
Tuvo tres hijas con su esposa Vazifa khanim. El coronel de caballería Baba Behbud, que trabajó bajo el mando del general, escribió en la revista "Azerbaiyán" 4-5, 1958, publicada en Turquía, que muy respetado general  Jahangir bey Berkar Novruzov vivió toda su vida con fidelidad al arte militar.
El general Jahangir bey Novruzov murió de una enfermedad cardíaca el 17 de junio de 1958 en su departamento.